# Судоплатов, Анатолий Павлович
Анато́лий Па́влович Судопла́тов (8 мая 1943, Москва — 12 февраля 2005, Берлин) — советский, российский учёный-демограф, публицист, историк советских органов государственной безопасности. Доктор экономических наук, профессор.

## Биография
Родился в семье высокопоставленного сотрудника НКВД СССР Павла Анатольевича Судоплатова и подполковника, преподавателя Центральной школы НКВД, до этого старшего уполномоченного контрразведывательного отдела ГУГБ НКВД СССР Эммы Карловны Кагановой (урождённой Суламифи Соломоновны Кримкер, 1905—1988).
После окончания в 1965 году МГПИИЯ им. М. Тореза, работал на экономическом факультете МГУ. Кандидат экономических наук (1969), тема кандидатской диссертации — «Основные тенденции развития экономического программирования в системе государственно-монополистического регулирования экономики Англии». Доктор экономических наук (1989), тема докторской диссертации — «Основные теоретические концепции буржуазной демографии».
В 1975—1992 годах — директор курсов ООН при МГУ по демографии для специалистов из развивающихся стран. В 1993—2005 годах — профессор кафедры народонаселения экономического факультета МГУ. Читал курсы лекций «Экономика народонаселения и демография», «Международные проблемы населения», «Демографические концепции», «Проблемы народонаселения развивающихся стран», «Демографические аспекты международного экономического и научно-технического сотрудничества», «Экономика народонаселения и демография» а также спецкурсы «Критика буржуазных концепций народонаселения», «Проблемы народонаселения и мировое развитие», «Экономическая и информационная безопасность». В 2003 году было присвоено почётное звание «Заслуженный профессор Московского университета».
Подполковник запаса КГБ, исследователь истории советских спецслужб. В соавторстве с отцом были написаны и изданы книги: «Разведка и Кремль: Записки нежелательного свидетеля» (М., 1996), «Спецоперации: Лубянка и Кремль: 1930—1950 годы» (М., 1997). Публиковал в российских СМИ статьи по вопросам национальной безопасности.
Умер в Берлине, куда выехал на лечение. Похоронен в Москве на Донском кладбище.

## Сочинения
- Демографические концепции (критический анализ). Учебное пособие. М., 1974
- Актуальные проблемы народонаселения развивающихся стран: Международное сотрудничество и демографическая политика. М., 1982 (в соавт.)
- Современная буржуазная демография: Критика основных теоретических концепций. М., 1988
- Тайная жизнь генерала Судоплатова: Правда и вымыслы о моём отце: [В 2 кн.]. серия Досье, Олма-пресс. М., Современник, 1998.  Т. 1: ISBN 5224001374, ISBN 9785224001378, Т. 2: ISBN  5224001366, ISBN 9785224001361
- Разные дни тайной войны и дипломатии. 1941, серия Досье, Олма-пресс, М., 2001. ISBN 5-224-02629-6
- Политические кулисы развития демографии в МГУ // Д. И. Валентей в воспоминаниях коллег и учеников: к 40-летию создания Лаборатории экономики народонаселения и демографии экономического факультета МГУ / Под ред. Р. С. Ротовой и М. Б. Денисенко. М., 2006.